# فیلیپسهایم
فیلیپسهایم (به آلمانی: Philippsheim) یک شهر در آلمان است که در بیتبورگ-پروم واقع شده‌است.